# 東園町
東園町為臺灣日治時期臺北市的一個行政區。1922年，日人廢除舊街庄名，改用日本式町名，位於市區西南方的加蚋子地區被拆分為東園町(包含部分下崁地區)、西園町及馬場町。由於日治時期，加蚋子地區以種植製茶用的茉莉花為特產之一，而此地位恰好位於茉莉花農園之東側，因而得名「東園」。範圍包含今臺北市萬華區雙園里南端西藏路以南，保德里東園街接萬大路一線以東之興德里、壽德里、全德里、日善里。戰後，東園町劃入雙園區 。
大正年間，時任台北市市伊的武藤針五郎曾在此設置「臺北市蔬菜試作園」，約為今東園國小南側，與萬大路交叉一帶，作為當時全市蔬菜栽培示範區。

## 町內設施
- 東園加蚋公學校(今台北市立東園國民小學)。
- 東園町辦公會社(曾改作為交通部公路總局（戰後曾為台灣省公路局）萬華指揮中心使用，現部分拆除、公路總局重大橋梁工程處、公路警察局，現已全拆除，已變交通部公路總局辦公大樓、萬華411公園)。
- 加蚋公學校御大禮紀念樹碑(現存於台北市立東園國民小學內)。
- 楊氏大厝(今楊祖厝，目前已被劃入都市更新範圍，由鄉林建設負責，未來會變15樓2棟；12樓、13樓2棟300戶集合住宅、店面新大樓)。
- 廣照宮
- 楊聖廟
- 堀仔頭(新店溪舊河道，目前一部分變成萬華寶興街)